# Decretum Gratiani
Pour les articles homonymes, voir Décret et Gratien (homonymie).
Le Decretum Gratiani (« Décret de Gratien »), ou Concordia discordantium canonum (« Concorde des canons discordants »), est une œuvre majeure du droit canonique, composée vers le milieu du XIIe siècle, qui rassemble plus de 3 800 textes : canons dits « apostoliques », textes patristiques, décrétales pontificales, décrets conciliaires, lois romaines et franques, etc. Le Decretum Gratiani a formé la base du Corpus juris canonici, modifié par des Correctores Romani en 1582, qui est en vigueur jusqu’à la publication du Code de droit canonique de 1917.
Cette œuvre collective sous la tutelle de Gratien n'a pas pour seule finalité de rassembler des règles canoniques mais surtout de les concilier et donc de les rendre plus cohérentes.

## L'auteur

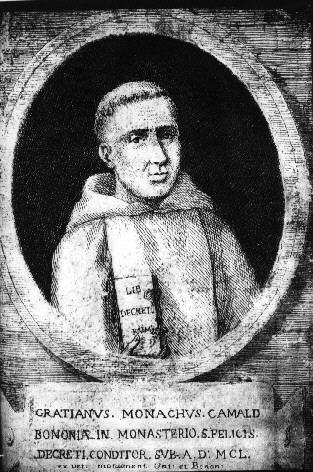
Portrait de Gratien, dans un manuscrit du XIIIe siècle

La biographie de Gratien est amplement sujette à caution. Selon la Chronique de Martin d'Opava, il naît à Chiusi en Toscane. Selon une autre source, c'est plutôt à Carraria, près d'Orvieto, en Ombrie. Son prénom aurait été Jean. La tradition médiévale en a fait le frère de Pierre Lombard — auteur du Liber Sententiarum, considéré alors comme le père de la théologie médiévale — et de Pierre Comestor (ou Pierre le Mangeur) — auteur de l’Historia Scholastica, considéré comme le père de l'histoire médiévale. Par cette parenté fictive, les érudits médiévaux soulignent les rapports étroits qui unissent la théologie, l'histoire et le droit canonique.
Par la suite, il serait devenu moine camaldule au couvent des Saints-Nabor-et-Félix — ou bénédictin — et aurait enseigné le droit dans son monastère. Selon Robert de Torigni encore, il serait devenu évêque de Chiusi. D'autres chroniqueurs en font le conseiller du pape Innocent II (1130–1143) ou le légat d'Eugène III (1145–1163).
La date de sa mort est également inconnue. Elle survient probablement avant le IIIe concile du Latran (1179), puisque selon certaines sources, l'on y regrette l'absence du Maître, comme on l'appelle alors. On ignore également le lieu de sa mort, même si la ville de Bologne revendique cet honneur, et a édifié à Gratien un monument funéraire dans l'église Saint-Pétronius.

## LeDecretum

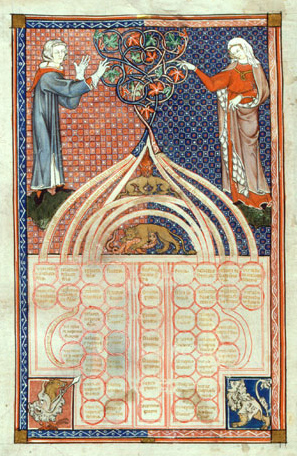
Enluminure d'un manuscrit du XIIIe siècle

Le Decretum est une collection de plus de 3 800 textes, rassemblant l'ensemble du droit ancien :
- canons apocryphes des apôtres ;
- décrets des conciles généraux et particuliers depuis le IVe siècle jusqu'au IIe concile du Latran ;
- décrétales des papes, de Damase (366–384) jusqu'à Innocent II (Fausses décrétales du Pseudo-Isidore comprises) ;
- pénitentiels ;
- livres liturgiques ;
- statuts épiscopaux ;
- écrits patristiques ;
- Lois romaines et franques.

Gratien s'inspire des nombreuses collections antérieures, en particulier du Décret et de la Tripartita d'Yves de Chartres (fin du XIe siècle) ou encore la Collectio canonum d'Anselme de Lucques (c. 1036–1086), mais aussi des Étymologies d'Isidore de Séville.
La date de rédaction du texte est mal connue : elle se place après Latran II mais avant la rédaction du Liber Sententiarum de Pierre Lombard, qui intègre certains des canons du Décret. La datation du Décret est ainsi débattue ; on estime généralement qu'il a été composé vers le milieu du XIIe siècle : sa rédaction a pu commencer après le concordat de Worms en 1125 et être terminée peut-être aux environs de 1140 selon l'opinion commune, quelques dizaines d'années plus tôt selon certains chercheurs ou, selon d'autres, plutôt vers 1145,  avec une première recension connue en 1150. 
En 1996, quatre manuscrits antérieurs à la Vulgate de Gratien ont été découverts par le médiéviste Anders Winroth, découverte suivie par celle d'un cinquième manuscrit, de la même époque, dans la bibliothèque de l'abbaye de Saint-Gall, en Suisse. Leur analyse n'étant pas achevée, leur incidence sur les connaissances actuelles sur Gratien reste encore à constater.

### Plan de l'ouvrage
L'œuvre se compose de trois parties. La première, les Distinctiones, se divise en 101 distinctions :
- définitions (droit divin, naturel, positif et coutumier) ;
- un exposé sur les diverses sources du droit canonique : droit écrit, décrets conciliaires, décrétales, droit romain ;
- un exposé sur les clercs : offices, droits et devoirs, conditions d'accès ;
- un exposé sur les évêques.

La seconde partie, les Causæ, aborde les grands thèmes du droit canonique : la simonie, la nomination et la récusation des évêques, le temporel et les revenus des clercs, l'hérésie et l'excommunication, la pénitence (considéré comme une interpolation), etc.
La troisième partie est intitulée De consecratione, elle traite de la consécration des églises, de la célébration de la messe, des fêtes, du baptême, de la confirmation et du jeûne. La plus courte des trois, elle est souvent considérée comme une interpolation.

### Méthodologie
Il recourt à la technique dialectique du sic et non élaborée par Pierre Abélard. Le titre, Concordantia discordantium canonum, peut-être choisi par Gratien lui-même, réfère à la méthode adoptée : les canons sont groupés par thèmes et l'auteur leur ajoute un commentaire (le dictum) visant à concilier leurs différences. Dans la section des Causæ, il procède de la même manière pour chacune des 36 « causes » : il rédige un certain nombre de questions sur un même problème, auxquelles il répond par des extraits de textes. Lorsqu'une interprétation est nécessaire ou lorsque les sources se contredisent, il recourt de nouveau aux dicta.
En ceci, Gratien innove à de nombreux titres : d'abord, suivant en cela Abbon de Fleury, il mêle son propre commentaire aux textes collectés. Ensuite, il recourt à une méthode d'exposition très didactique, immédiatement utilisable dans une école de droit. Enfin, il reconnaît la valeur relative de ses différentes sources et introduit la notion de jurisprudence. Gratien est donc le père du droit canonique moderne.

### Postérité

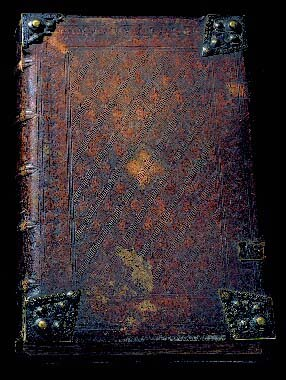
Manuscrit du XIIIe siècle sous reliure du XVe siècle.

Le Decretum Gratiani est rapidement adopté par les écoles de droit, à commencer par celle de Bologne, alors capitale de l'étude du droit canonique. Tout aussi rapidement, il est glosé et interpolé, notamment par l'ajout d'extraits de droit romain, identifiés dans les manuscrits comme paleae — terme usuellement interprété comme « l'ivraie » parmi le bon grain trié par Gratien. Selon une tradition médiévale, le Décret aurait été approuvé par le pape Eugène III à Ferentino. Il s'agit probablement d'une légende, cette approbation publique étant étrangère aux conceptions de l'époque.
Le Decretum ainsi revu et corrigé est l'œuvre canonique la plus importante du XIIe siècle, par son exhaustivité et la sûreté de son analyse. Il devient le fondement du droit qui suit, et ce pour huit siècles, jusqu'en 1917, date de promulgation du Code de droit canonique.